# 안드레아스 숄

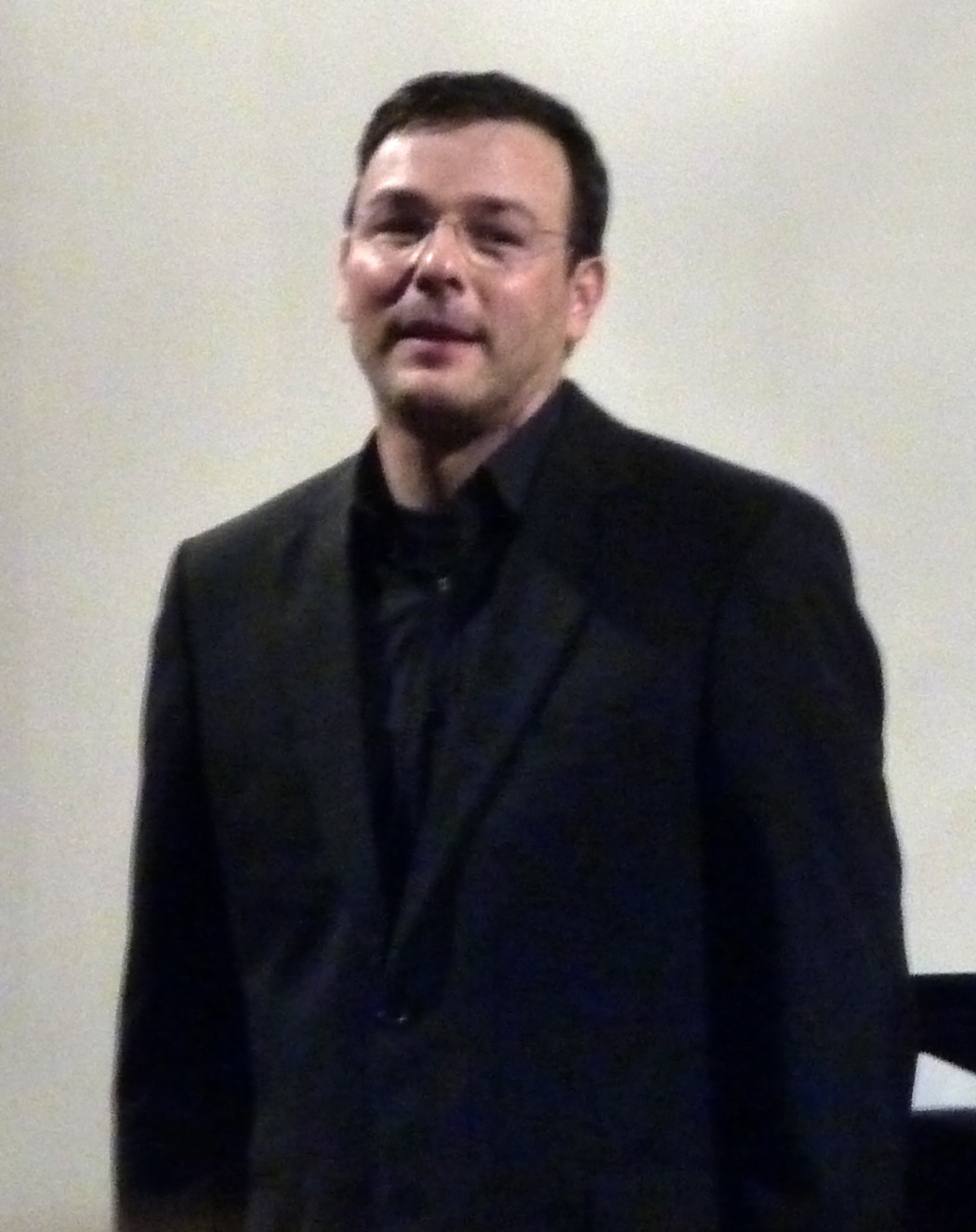
안드레아스 숄

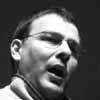
Andreas Scholl

안드레아스 숄(Andreas Scholl, 1967년 11월 10일 ~ )은 독일 태생의 세계적인 카운터테너이다.
주로 바흐나 헨델, 비발디 등의 바로크 음악이 주요 레파토리이며, 오페라로는 헨델의 《로델린다》, 《쥴리오 체사레》등의 주역을 맡았다.